# Okręty podwodne typu XXIII
Okręty podwodne typu XXIII – typ niemieckich niewielkich okrętów podwodnych z czasów II wojny światowej, stanowiących przybrzeżny ekwiwalent jednostek nowego, oceanicznego typu XXI. Podobnie jak oceaniczne "elektrobooty", łączyły w sobie opływowy kadłub przystosowany do rozwijania dużych prędkości pod wodą z dużą liczbą baterii elektrycznych i silnikami elektrycznymi o dużej mocy. Podobnie też jak jednostki typu XXI, wyposażone były w chrapy umożliwiające ładowanie baterii i wentylację wnętrza okrętu podczas rejsu na głębokości peryskopowej.

## Historia
Mimo znacznego rozwoju technologicznego tej klasy okrętów w czasach wojen światowych, do każdej z dotychczasowych konstrukcji pasowałoby raczej określenie „jednostka nawodna zdolna do zanurzenia” niż okręt podwodny. Generalnie projektowane były one do pływania i atakowania celów w wynurzeniu; poważnym mankamentem była niska prędkość podwodna i krótki czas przebywania pod wodą uzależniony od pojemności akumulatorów, których energia napędzała silniki elektryczne. Hellmuth Walter, niemiecki inżynier, skonstruował turbinę gazową o obiegu zamkniętym, którą napędzało ciśnienie gazów powstających w wyniku rozpadu nadtlenku wodoru na tlen i parę wodną. System miał jednak wiele wad, był bardzo skomplikowany, kosztowny i uzależniony od niestabilnego paliwa. W marcu 1943 roku zwrócono uwagę na prostsze rozwiązanie: kadłub nowoczesnego, oceanicznego U-Boota konstrukcji Waltera (typ XVIII) połączono z konwencjonalnym, diesel-elektrycznym układem napędowym, ale o zwielokrotnionej pojemności akumulatorów. W ten sposób powstał typ XXI. Przy okazji przedstawiono wstępne założenia małego, przybrzeżnego okrętu podwodnego, zdolnego do skrytego działania na płytkich wodach Morza Północnego, Śródziemnego czy Czarnego. Projekt okrętu, oznaczony jako typ XXIII, ukończono w lipcu 1943 roku.
Kolejną innowacją, która pojawiła się przy okazji budowy U-Bootów typu XXI i XXIII, była ich modularna konstrukcja. Prefabrykowane sekcje miały powstawać w różnych przedsiębiorstwach na terenie Rzeszy, zaś końcowy montaż i wyposażanie miał następować w stoczniach mających doświadczenie w budowie okrętów podwodnych.
Planowano wykorzystanie tych okrętów na Morzu Śródziemnym i Czarnym, stąd miały być budowane w: Tulonie, Genui, Monfalcone i Mikołajowie. Z tych planów udało się jedynie zrealizować produkcję we francuskim Tulonie, ale żadnego z sześciu okrętów nie ukończono. Produkcję U-Bootów typu XXIII rozpoczęto w 1943 roku. Jednostki typu XXIII budowały dwie stocznie. W Deutsche Werft w Hamburgu zdołano ukończyć 49 okrętów, kolejnych 20 było w fazie montażu. Łącznie zamierzano zbudować 280 okrętów tego typu. Stocznia Krupp Germaniawerft w Kilonii w 1943 roku rozpoczęła budowę zaledwie dwóch, dopiero w 1944 roku uruchomiła produkcję na większą skalę i do kapitulacji zdążyła ukończyć jeszcze 12 jednostek.

## Opis konstrukcji

Rzuty okrętu typu XXIII.

W założeniach projektu typ XXIII miał być tanią jednostką o prostej konstrukcji. Z powodu niewielkich rozmiarów uzbrojono go tylko w dwie ładowane od przodu wyrzutnie torpedowe. Nie przewidziano miejsca na torpedy zapasowe i po wystrzeleniu pocisków okręt był zmuszony wracać do bazy. Nie zamierzano także wprowadzać uzbrojenia obronnego. Również ze względów oszczędnościowych zastosowano układ jednosilnikowy z jedną śrubą o dużej średnicy i z bardzo skutecznym układem sterów. Okręt mógł zanurzać się z dużą prędkością (czas zanurzenia alarmowego wynosił 9 s). Oprócz głównego napędu zainstalowano silnik elektryczny o mocy 35 KM, przeznaczony do skrytego przemieszczania się. Dzięki pojemnym akumulatorom i opływowemu kadłubowi typ XXIII mógł osiągać pod wodą prędkość 12,5 węzła oraz poruszać się w zanurzeniu przez dwa dni z prędkością 4 węzłów. Konstrukcja kadłuba była opływowa, a zarazem uproszczona. W górnej części znajdowały się przedział bojowy, centrala dowodzenia i przedział silnikowy. Pod nimi rozmieszczono baterie akumulatorów i zbiorniki paliwa. Zbiorniki balastowe zostały zamontowane podobnie do typu XXI. W typie XXIII znajdował się tylko jeden peryskop, wyposażono go także w sonar pozwalający na przeprowadzenie ataku bez użycia peryskopu. Do marszu pod wodą z użyciem silnika spalinowego służyły wysuwane teleskopowo chrapy. W tej sytuacji prędkość maksymalna dochodziła do 8 węzłów. Liczący 18 t zapas paliwa zapewniał zasięg 4300 mil morskich.

## Służba operacyjna
Pierwszy U-Boot typu XXIII opuścił stocznię Deutsche Werft w Hamburgu 17 kwietnia 1944 roku. Ostatnim oddanym do użytku okrętem tego typu był U-4712, który opuścił stocznię 19 kwietnia 1945 roku. Działalność bojową typ XXIII rozpoczął 29 stycznia 1945 roku i do kapitulacji rejsy bojowe wykonało zaledwie sześć jednostek, które miały patrolować wody wokół Wielkiej Brytanii. Zdołały zniszczyć lub uszkodzić pięć statków o łącznym tonażu 14 601 BRT (niektóre źródła podają informację o sześciu zatopionych statkach). Jedną z najbardziej znanych akcji okrętów tego typu była akcja przeprowadzona 7 maja 1945 roku, kiedy U-2336 pod dowództwem kapitana Emila Klusmeiera podczas patrolu bojowego koło wybrzeża Szkocji zbliżył się na odległość ok. 500 m do konwoju płynącego w pobliżu zatoki Firth of Forth i opierając się wyłącznie na namiarze otrzymanym z nasłuchu pasywnego, o godz. 23:00 odpalił dwie torpedy – po jednej na dwa wykryte cele. Obie okazały się celne, zatopiono dwa frachtowce: "Avondale Park" i "Sneland". Były to ostatnie statki aliantów zatopione przez U-Booty podczas II wojny światowej.
Żaden z sześciu operacyjnych okrętów typu XXIII (U-2321, U-2322, U-2324, U-2326, U-2329, U-2336) nie został zatopiony przez aliantów podczas tych akcji, natomiast łącznie stracono siedem jednostek:
- U-2323 – wpadł na minę morską 26 lipca 1944 roku.
- U-2331 – został zniszczony w wypadku, podczas treningu 10 października 1944 roku.
- U-2338 – zatopiony 4 maja 1945 roku przez brytyjski samolot Bristol Beaufighter w pobliżu Fredericii, zanim wyszedł na swój pierwszy patrol.
- U-2342 – wpadł na minę morską 26 grudnia 1944 roku.
- U-2344 – został staranowany i zatopiony przez U-2336 18 lutego 1945 roku.
- U-2367 – został zatopiony przez niezidentyfikowany niemiecki okręt podwodny 5 maja 1945 roku.

2 maja 1945 roku U-2359 podczas próby przedarcia się do Norwegii został zaatakowany przez trzy samoloty Mosquito, należące do brytyjskiego 143. Dywizjonu RAF, norweskiego 333. Dywizjonu i kanadyjskiego 404. Dywizjonu RCAF. Został zatopiony przy pomocy rakiet wraz z całą załogą. W październiku 2007 roku jego wrak został prawdopodobnie odkryty przez duńskich nurków.
Na początku maja 1945 roku pozostałe 31 okrętów typu XXIII zostały samozatopione przez własne załogi. 22 jednostki tego typu zostało zdobytych przez wojska aliantów, a następnie 18 z nich zostało zatopione w operacji "Deadlight".
Po wojnie (w roku 1956) podniesiono z dna U-2367 i U-2365. Po wyremontowaniu ich wcielono je do Bundesmarine jako okręty szkolne "U-Hai" i "U-Hecht" z numerami taktycznymi S 170 i S 171 do U-Boot Lehrgruppe w Eckernförde. Podczas rejsu ćwiczebnego, kiedy okręty wpadły w sztorm, 14 września 1966 roku zatonął "U-Hai". "U-Hecht" uszkodzony wrócił do bazy na holu, a następnie został skreślony ze stanu floty 30 września 1968 roku. Rok później pocięto go na złom.

## Kalendarium
- Listopad 1942 – narodziny pomysłu budowy Elektrobootów.
- Styczeń 1943 – zakończenie obliczeń projektowych.
- Czerwiec 1943 – zakończenie projektowania.
- Listopad 1943 – złożenie zamówień produkcji.
- Grudzień 1943 – przygotowanie do produkcji.
- 30 kwietnia 1944 – zwodowanie pierwszego okrętu typu XXIII U-2321.
- 29 stycznia 1945 – pierwszy patrol wojenny okrętu typu XXIII U-2324.
- 14 lutego 1945 – pierwsze zatopienie dokonane przez Elektroboot.